# Cișmea, Botoșani
Cișmea este un sat în comuna Răchiți din județul Botoșani, Moldova, România. Acesta este situat la 2 km nord de centru municipiului Botoșani pe malul râului Sitna.

## Istoric
Numele satului se crede a veni de la cișmeaua zidită în partea de nord-vest a satului, despre care se zice că ar fi foarte veche și ar fi fost construită de Ștefan cel Mare, Domnul Moldovei. Inscripția, de pe zid, spune că cișmeaua a fost restaurată din nou în 20 mai 1831, de diaconul Neculai Panaitescu din Botoșani.
Începând cu 1864 satul va face parte din comuna Răchți, aceasta numindu-se inițial Popăuți. În Marele Dicționar Geografic al Romîniei se precizează că satul avea, în 1899 o populație de 64 familii sau 252 suflete și o suprafață de 164 hectare a locuitorilor, de asemena aici existând o biserică ridicată în 1847 și o cârciumă.